# ماران‌کچی‌لی (کوزان)
ماران‌کچی‌لی (به ترکی استانبولی: Marankeçili) یک منطقهٔ مسکونی در ترکیه است که در قوزان (ترکیه) واقع شده‌است.